# Hammarlund Manufacturing

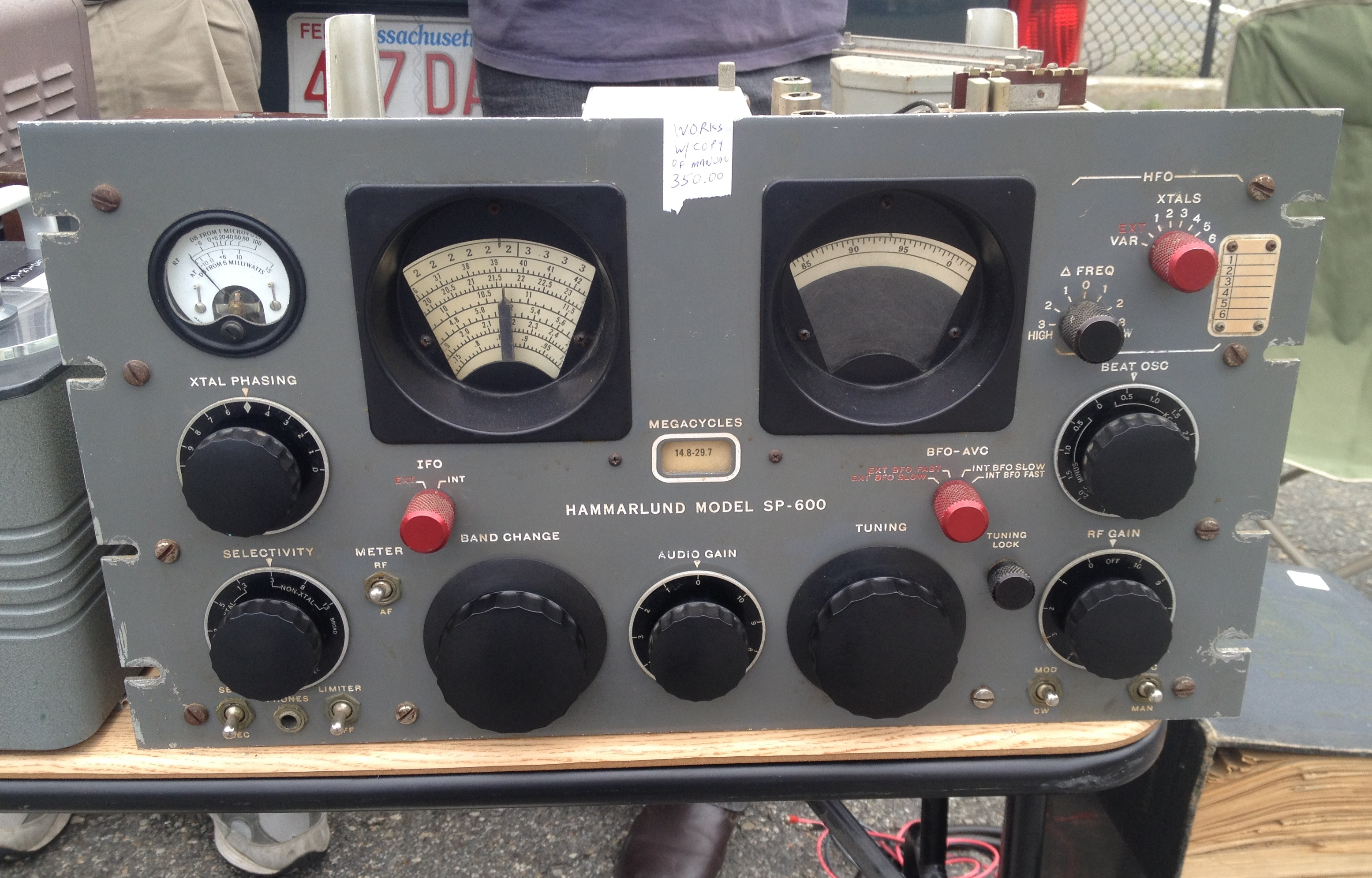
Hammarlund SP-600

Hammarlund Manufacturing war ein US-amerikanisches Unternehmen zur Herstellung von radioelektronischen Geräten.
Das Unternehmen wurde 1910 vom aus Schweden eingewanderten Oscar Hammarlund in New York City gegründet und hatte später seinen Sitz in Mars Hill, North Carolina. Es stellte Rundfunkempfänger her, im Jahr 1931 auch den ersten kommerziell gefertigten Superhet-Empfänger für Kurzwelle, sowie Sender für Funkamateure.
Hammarlund wurde in den 1970er-Jahren aufgelöst.